# Jon Aurtenetxe Borde
Jon Aurtenetxe Borde (Amorebieta, Biscaia, 3 de gener de 1992) és un futbolista professional basc. La seva posició natural és la de defensa central, tot i que acostuma a jugar de lateral.

## Trajectòria
Als 17 anys va debutar amb el primer equip el 17 de desembre de 2009 a l'Europa League contra el Werder Bremen a San Mamés, quan encara pertanyia al juvenil. Aquesta mateixa temporada, es va proclamar campió de la Copa del Rei juvenil al vèncer al Real Madrid per 2-0, el 26 de juny de 2010. Després de fer la pretemporada 2010/11 amb el primer equip, l'entrenador, Caparrós, va decidir confiar amb ell i així, el 29 d'agost de 2010, va debutar a la lliga amb el primer equip contra l'Hèrcules. Des d'aleshores es va fer amb la titularitat del lateral, tot i la seva posició natural que era la de central, i va continuar jugant al primer equip desbancant als seus tres competidors a lloc; Xabi Castillo, Mikel Balenziaga i Koikili. Tot i tenir fitxa de l'Athletic de Bilbao B, Aurtenetxe no va debutar amb el seu equip, sent saltat directament del juvenil al primer equip.
La seva progressió es va veure frenada de cop el desembre de 2010, quan va patir una greu lesió que li va fer perdre la resta de la temporada. Una greu luxació a l'espatlla va ser la causant, de la qual va ser operat el 28 de desembre de 2010. Al final de la temporada 2010/11, va jugar alguns partits amb l'Athletic de Bilbao B per recuperar l'estat de forma després de la seva lesió
El juny de 2011 l'Athletic va decidir donar-li fitxa del primer equip. L'11 de desembre de 2011 marca el seu primer gol oficial amb el primer equip de l'Athletic, contra el Racing a "La Catedral"

## Internacional
Va jugar amb la selecció espanyola sub-17 quedant tercer al mundial de Nigèria 2009 de la categoria i a l'agost de 2010 el van pujar a la sub-19.

## Estadístiques
- Revisat: 17 d'agost de 2011.[4]

| Club                    | Categoria               | Temporada  | Lliga | Lliga | Copa  | Copa | UEFA  | UEFA | Total | Total |
| Club                    | Categoria               | Temporada  | Part. | Gols  | Part. | Gols | Part. | Gols | Part. | Gols  |
| ----------------------- | ----------------------- | ---------- | ----- | ----- | ----- | ---- | ----- | ---- | ----- | ----- |
| Categoria juvenil       |                         |            |       |       |       |      |       |      |       |       |
| Athletic Club Juvenil A | Divisió d'Honor Juvenil | 2008/09    | 27    | 4     | 7     | 0    | -     | -    | 34    | 4     |
| Athletic Club Juvenil A | Divisió d'Honor Juvenil | 2009/10    | 13    | 2     | 7     | 0    | -     | -    | 20    | 2     |
| Athletic Club Juvenil A | Divisió d'Honor Juvenil | Total club | 40    | 6     | 14    | 0    | -     | -    | 54    | 6     |
| Carrera professional    |                         |            |       |       |       |      |       |      |       |       |
| Athletic Club           | Primera Divisió         | 2009/10    | -     | -     | -     | -    | 1     | 0    | 1     | 0     |
| Athletic Club           | Primera Divisió         | 2010/11    | 10    | 1     | 2     | 0    | -     | -    | 12    | 0     |
| Athletic Club           | Primera Divisió         | Total club | 10    | 1     | 2     | 0    | 1     | 0    | 13    | 1     |